# 金山岭酒
金山岭酒是河北滦平出产的一种白酒，为新兴的地方酒种，源于1995年当地成立的一家私企酿酒厂。金山岭酒乃以高粱为主料，以大麦、小麦、及豌豆为辅料酿成的浓香型白酒。除白酒外，其产品还有滋补药酒和果露酒。金山岭酒为一地方品牌，主要销售市场在承德当地及邻近地区。